# Anne Hernegren Hauger
Anne Hernegren Hauger, född 14 november 1953 i Lørenskogs kommun är en svensk målare.
Hernegren Hauger är utbildad fysioterapeut men har sedan 1990 varit verksam som konstnär på heltid. Hon studerade i några konstkurser på Nansenskolen i Lillehammer och vid Gerlesborgsskolan men anser sig själv vara autodidakt som konstnär.   
Separat har hon bland annat ställt ut på Galleri Art i Karlstad, Galleri Rämen i Filipstad, Tälleruds Hembygdsgård, Galleri Fyrtornet i Karlstad Galleri 39 i Arvika, Gröna Galleriet i Karlstad, Centralsjukhuset i Karlstad och Tullholmsgymnasiet i Karlstad.   
Hon har medverkat i samlingsutställningar på Amsterdam Whitney Gallery i New York, Galleria De’ Marchi i Bologna, Contemporary International Art IV i Santa Fe och Buenos  Aires, Contemporary International Art IV på Museum of the Americas i Miami, Oslo Art Fair, Konstrundan i Karlstad, Konstmässan i Göteborg, Premiärutställningen på ENGGården, Romele Konsthall i Lund, Romeriksutställningen på Galleri Skaarer i Norge, Julsalong på Galleri Skaarer i Norge, Enebakk Kunstforening Norge, Länsstyrelsen i Värmland samt Värmlands konstförenings
Höstsalong och Konstnärsförbundet 90 år på Värmlands museum.  
Hon tillbringade treveckors stipendievistelser på Villa San Michele 2009 och 2017.
Vid sidan av sitt eget skapande var hon under några är lärare i måleri på Vuxenskolan i Karlstad.
Hernegren Hauger är representerad i Villa San Michele, Amsterdam Whitney Gallery i New York, Landstinget i Värmland, Karlstads kommun, Karlstads Universitet, Romele Konsthall, Alsters Sockens Hembygdsförening och Centralsjukhusets direktion i Karlstad.